# Ugo Scaramella
Ugo Scaramella (Torre del Greco, 26 ottobre 1920 – ...) è stato un arbitro di calcio italiano.

## Biografia
Appartenente alla sezione dell'Associazione Italiana Arbitri di Roma, fu arbitro di calcio tra Serie A e Serie B dalla stagione 1951-1952 alla stagione 1954-1955, periodo in cui diresse complessivamente 61 partite.
Nel 1955 si trovò coinvolto in problemi di giustizia sportiva: l'ufficio inchieste della FIGC diretto da Alberto Rognoni, aprì un'inchiesta a suo carico a seguito di un esposto presentato dal Treviso, squadra retrocessa dalla Serie B alla Serie C, che lo accusò di aver favorito il Brescia nella partita in cui perse per 3-1 sul campo dei lombardi nell'ultima giornata della stagione 1954-1955.
Quell'inchiesta portò nel breve tempo ad un'altra inchiesta per quello ricordato come lo Scandalo Scaramella, che vedeva coinvolti il medesimo, il cognato Salvatore Berardelli e la società del Catania, rea quest'ultima di aver corrotto l'arbitro campano attraverso il segretario Giulio Sterlini, con pagamenti in denaro al fine di truccare due partite. Le sanzioni che vennero decise a seguito di questo scandalo furono la sua radiazione da arbitro, la radiazione dello Sterlini e la retrocessione d'ufficio in Serie B dei siciliani.